# Bernhard Hammer (Politiker)

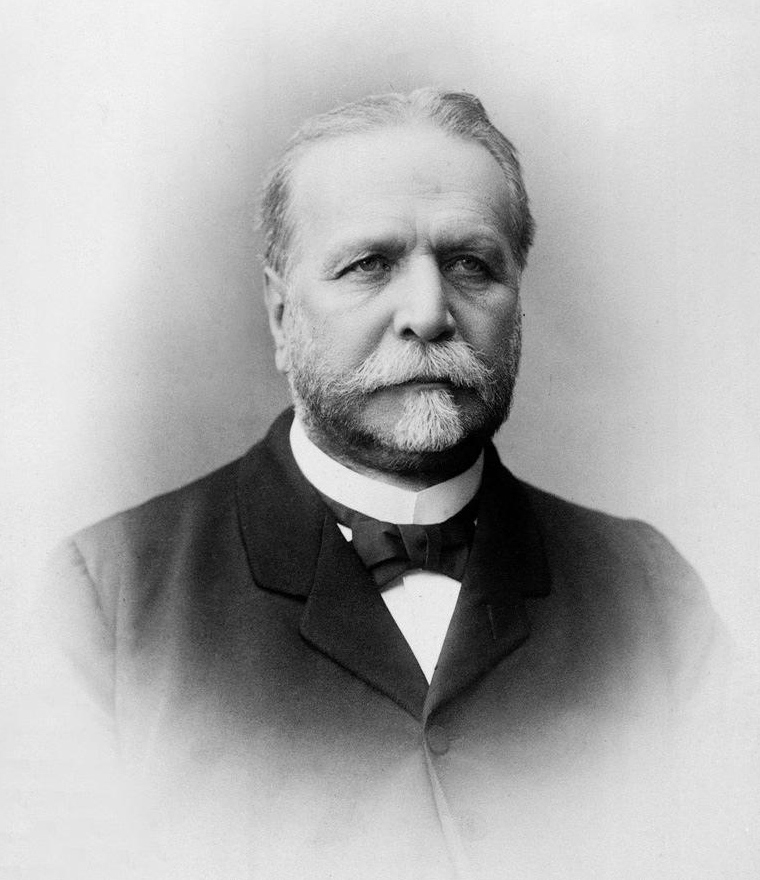
Bernhard Hammer im Jahr 1889

Bernhard Hammer (* 3. März 1822 in Olten; † 6. April 1907 in Solothurn, heimatberechtigt in Olten) war ein Schweizer Politiker, Rechtsanwalt, Richter, Offizier und Diplomat. Er schlug zunächst eine juristische Karriere ein und war später als Berufsoffizier sowie als Gesandter im Deutschen Reich tätig. Im Dezember 1875 wurde der Altliberale als Vertreter des liberalen Zentrums, einer der Vorläufergruppierungen der heutigen FDP, in den Bundesrat gewählt und gehörte diesem bis 1890 an. In seiner 15-jährigen Amtszeit stand er fast ununterbrochen dem Finanzdepartement vor. Von 1890 bis 1896 war er Nationalrat, danach unter anderem Verwaltungsratspräsident der Gotthardbahn-Gesellschaft.

## Biografie

### Studium, Beruf und Kantonspolitik
Er war der Sohn von Josef Bernhard Hammer, dem Wirt des Gasthofes «Halbmond» in Olten, und von Virginia Madeux aus Arlesheim. Nach der Schulzeit in seiner Heimatstadt besuchte Hammer das Kollegium (Gymnasium) in Solothurn, wo er der Studentenverbindung Zofingia beitrat. Er studierte zunächst Physik und  Naturgeschichte an der Universität Genf. Anschliessend folgten Studien der Rechtswissenschaft und der Philosophie an der Albert-Ludwigs-Universität in Freiburg im Breisgau, an der Friedrich-Wilhelms-Universität in Berlin und an der Universität Zürich. In Freiburg war er Mitglied des Corps Helvetia.
1844 erhielt Hammer das Patent des Kantons Solothurn als Rechtsanwalt und Notar, 1846 liess er sich in der Stadt Solothurn nieder und eröffnete dort eine eigene Kanzlei, daneben war er als Statthalter der Amtei Solothurn-Lebern tätig. 1853 heiratete er Gertrud Jäggi aus Leuzigen, wobei er sich als Katholik mit einer Reformierten vermählte, was damals ungewöhnlich war. Im selben Jahr wurde er zum Präsidenten des Amtsgerichts Bucheggberg-Kriegstetten gewählt. Von 1856 bis 1868 gehörte Hammer dem Solothurner Kantonsrat an und stand als Anführer der Altliberalen in Opposition zu den regierenden Radikalen um Wilhelm Vigier. Aus diesem Grund musste er nach drei Jahren auf sein Amt als Gerichtspräsident verzichten.

### Militär und Diplomatie

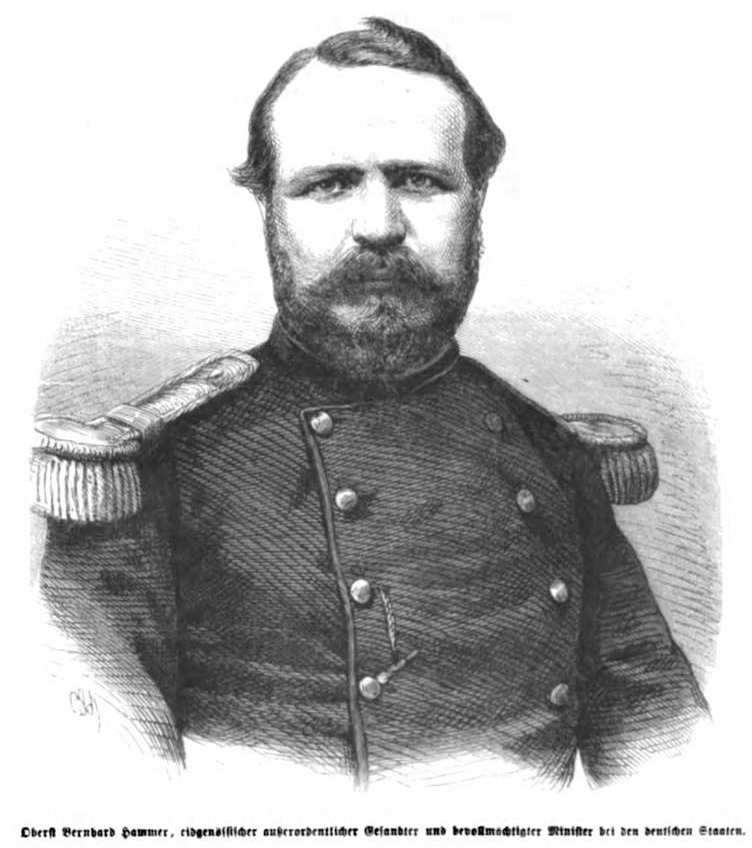
Bernhard Hammer im Jahr 1868

Neben Beruf und Politik verfolgte Hammer auch eine militärische Karriere. Als Offizier nahm er im November 1847 am Sonderbundskrieg teil. 1858 folgte die Beförderung zum Major, 1862 zum Obersten. Aufgrund der Protektion durch den späteren General Hans Herzog erhielt er 1861 den Posten eines Artillerie-Oberinstruktors. Diese Aufgabe beanspruchte ihn jeweils im Sommerhalbjahr voll, weshalb er nach Thun umzog und seine Anteile an einer Privatbank verkaufte, die er 1856 mitbegründet hatte. In der Folge eignete er sich umfassende militärische Sachkenntnisse an.
Bundesrat Jakob Dubs ernannte ihn 1868 zum Gesandten in Berlin. Die Ernennung kam eher überraschend, doch Hammer galt als ausgewiesener Militärkenner, was in Preussen von Vorteil war. Hammer trat die neue Aufgabe im Herbst desselben Jahres an und baute die diplomatischen Beziehungen der Schweiz zu den deutschen Staaten auf. Der Diplomatenposten erwies sich für ihn als finanziell lohnend, zumal er das Doppelte des Bundespräsidenten verdiente. Nach der Gründung des Deutschen Reiches konnte er bis 1876 zahlreiche Geschäfte zum Abschluss bringen, darunter einen Handelsvertrag und mehrere Abkommen im Bahn- und Postwesen.

### Bundesrat

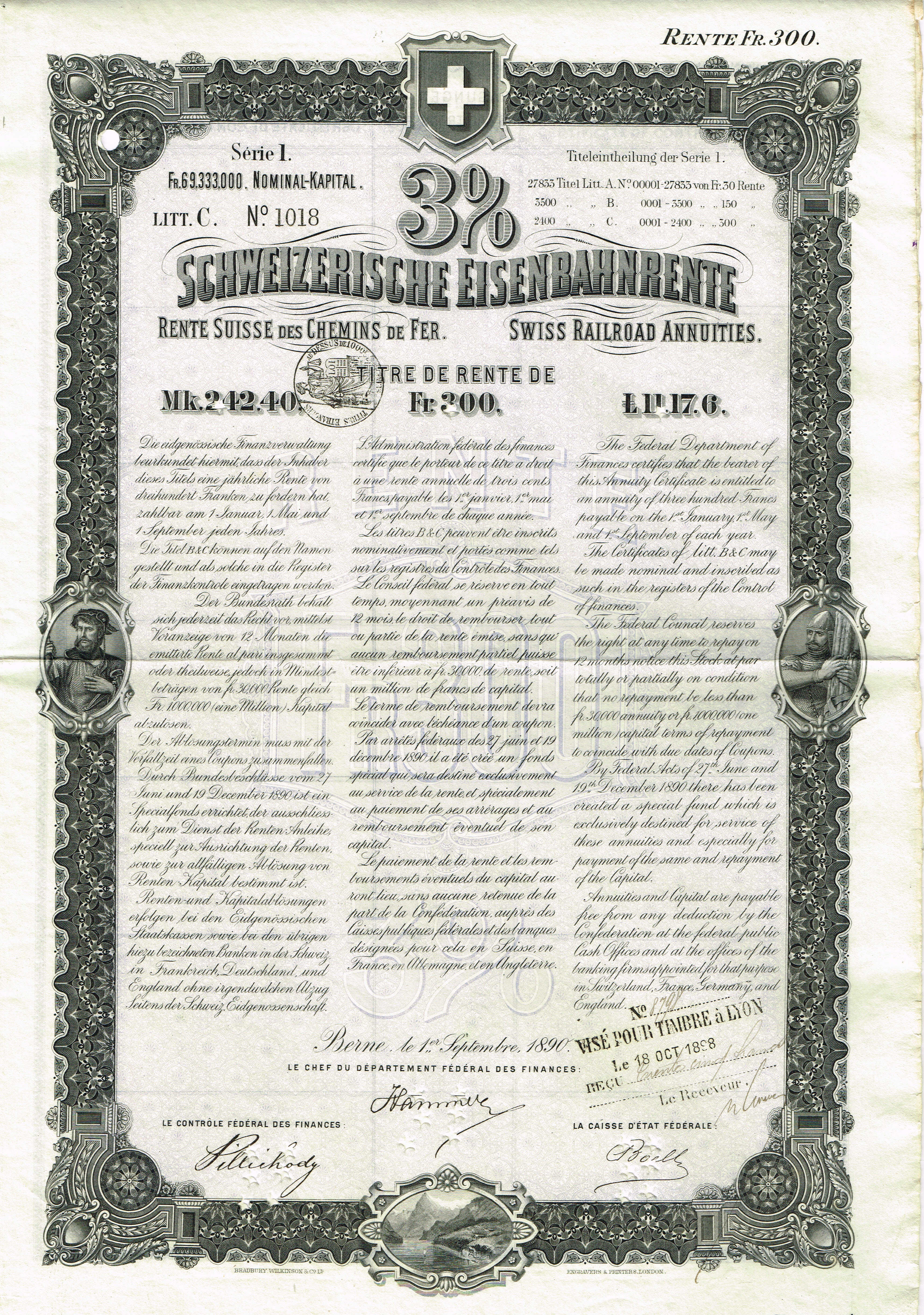
Schweizerische Eisenbahnrente vom 1. September 1890 mit Unterschrift von Bernhard Hammer als Chef vom Finanzdepartement.

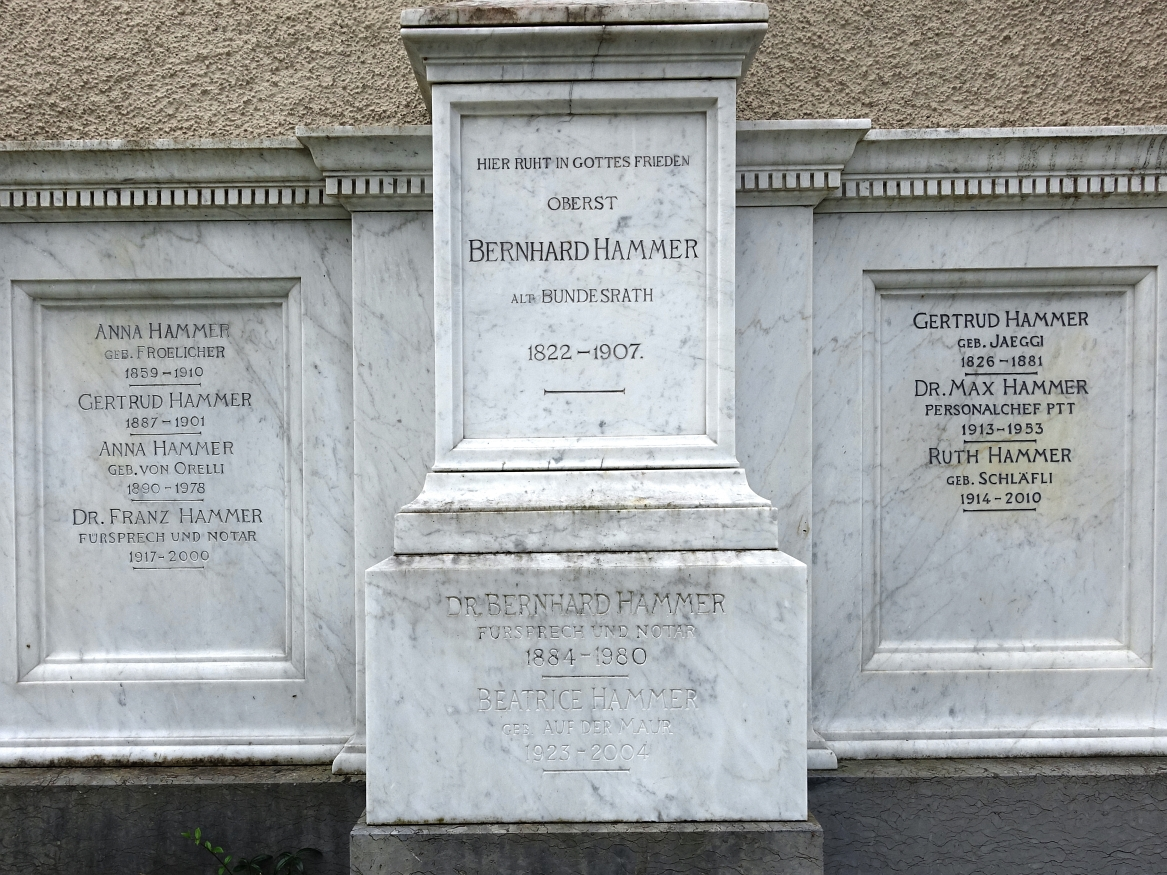
Familiengrab, Friedhof Feldbrunnen-St. Niklaus

Per Ende 1875 hatten gleich vier Bundesräte ihren Rücktritt angekündigt. Ihre Nachfolger wurden am 10. Dezember bestimmt, wobei die Wahl des siebten Mitglieds sehr umstritten war: Die Westschweizer Radikalen konnten sich nicht auf einen gemeinsamen Kandidaten einigen und zersplitterten ihre Kräfte, auch die Radikalen aus der Deutschschweiz waren sich uneins. Es kandidierten die Neuenburger Numa Droz und Jules Philippin, der 1872 abgewählte Genfer Jean-Jacques Challet-Venel, der St. Galler Gustav Adolf Saxer und der katholisch-konservative Freiburger Louis de Weck-Reynold. Hammer, der nie dem National- oder Ständerat angehört hatte, erhielt Unterstützung durch das liberale Zentrum. Die ersten drei Wahlgänge ergaben eine Pattsituation mit nur geringen Unterschieden. Doch dann zogen die Katholisch-Konservativen ihren Kandidaten zurück und unterstützten den bisher letztplatzierten Hammer, weil er den Kulturkampf stets abgelehnt hatte und aufgrund seiner Vermittlerrolle akzeptabel war. Er setzte sich sogleich an die Spitze und erreichte im fünften Wahlgang 85 von 169 gültigen Stimmen (61 Stimmen entfielen auf Droz und 23 auf Saxer). Zum ersten Mal überhaupt war die Romandie mit nur einem Bundesrat vertreten.
Ab 1. Januar 1876 stand Hammer dem Finanz- und Zolldepartement vor, das damals wegen der geringen Zahl von Kompetenzen wenig Prestige beass. Dies änderte sich jedoch im Laufe der Zeit, da die zwei Jahre zuvor angenommene Totalrevision der Bundesverfassung dem Bund zahlreiche neue Aufgaben zukommen liess. Von seinem Vorgänger Wilhelm Matthias Naeff übernahm Hammer ein beträchtliches Defizit. Es gelang ihm, dieses bis 1878 mit neuen Zöllen, der Aufnahme von Bundesanleihen und konsequenter Sparpolitik auszugleichen. Danach konnte er jedes Jahr einen Überschuss vorweisen. 1879 stand er ein Jahr lang vorübergehend dem Politischen Departement vor, da er gemäss den damaligen Regeln als Bundespräsident gleichzeitig Aussenminister war. Obwohl sein politisches Wirken auf breite Anerkennung stiess, war seine Position weiterhin gefährdet, weil er über keine politische Hausmacht verfügte und als Aussenseiter galt. 1881 musste er sich gegen Wilhelm Vigier, seinen Solothurner Rivalen, behaupten und schaffte die Wiederwahl mit nur einer Stimme über dem absoluten Mehr. 1884 und 1887 wurde er jeweils als letzter bestätigt.
In Hammers Amtszeit fallen die Einführung des Militärpflichtersatzes, das Banknotengesetz und ein revidiertes Münzgesetz. Ebenso bereitete er das Banknotenmonopol des Bundes und die Gründung der Nationalbank vor (die jedoch erst 1906 zustande kam). 1887 wurde die neu geschaffene Eidgenössische Alkoholverwaltung dem Finanzdepartement unterstellt. Im 1888/89 war Hammer ein zweites Mal Bundespräsident, als er ab 27. November 1888 dieses Amt bis Ende des folgenden Jahres stellvertretend für den verstorbenen Wilhelm Hertenstein ausübte. Da Numa Droz das Politische Departement fest für sich beanspruchte, musste er sein angestammtes Departement nicht aufgeben.

### Weitere Tätigkeiten
Drei Jahre nach dem Tod seiner ersten Ehefrau heiratete Hammer 1884 im Alter von 62 Jahren die Kaufmannstochter Anna Froelicher, mit der er zwei Kinder hatte. Nach 15 Jahren im Amt trat er am 31. Dezember 1890 bei bester Gesundheit als Bundesrat zurück. Er blieb aber weiterhin politisch aktiv, kandidierte mit Erfolg bei den Parlamentswahlen 1890 und zog in den Nationalrat ein. Hammer brachte seine Verwaltungs- und Finanzerfahrung ins Parlament ein und präsidierte die Staatsrechnungskommission. 1891 war er Mitglied jener Kommission, die Handelsverträge mit dem Deutschen Reich und Österreich-Ungarn vorbereitete. Zwei Jahre später gelang ihm die Wiederwahl, wenn auch nur knapp. Um einer drohenden Wahlniederlage zu entgehen, zog er sich 1896 endgültig aus der Politik zurück.
Hammer war daneben in Verwaltungsräten einiger bedeutender Unternehmen vertreten. Dazu gehören die Centralbahn, die Gotthardbahn-Gesellschaft und die Solothurner Kantonalbank. 1901/1902 führte er die Gotthardbahn-Gesellschaft als Verwaltungsratspräsident.
Seine letzte Ruhestätte fand er bei der Kirche St. Niklaus auf dem Friedhof Feldbrunnen-St. Niklaus.